# ديانا بارينغتون
ديانا بارينغتون (بالإنجليزية: Diana Barrington)‏ هي ممثلة بريطانية، ولدت في 6 مايو 1939.

## وصلات خارجية
- ديانا بارينغتون على موقع IMDb (الإنجليزية)
- ديانا بارينغتون على موقع قاعدة بيانات الفيلم (الإنجليزية)